# Sunset (album de Michel Teló)
Sunset este al patrulea album (al treilea live) al cântarețului brazilian Michel Teló.A fost lansat la data de 21 mai 2013, de Som Livre.

## Cântece

### Informații
Cântecul "Se Tudo Fosse Facil" cântat cu Paula Fernandes este compus chiar de Michel Teló.
"Love Song" a fost lansat la data de 26 decembrie 2012."Amiga da Minha Irmã" a fost lansat la data de 1 martie 2013

### Listă
1. Amiga da Minha Irmã
2. Até de Manhã
3. Levemente Alterado (ft. Bruninho e Davi)
4. Pegada
5. É Nóis Faze Parapapá(ft. Bruno)
6. Maria
7. Love Com Você (Vontade)
8. Love Song
9. Bora Passear
10. Aconteceu
11. Se Tudo Fosse Fácil(ft. Paula Fernandes)
12. Fiquei Só
13. Te Caço
14. Jurerê
15. Me Chama Pra Sorrir
16. Coisa de Brasileiro

## Poziții
| Țară            | Poziția în topuri |
| --------------- | ----------------- |
| Brazilia (ABPD) | 1                 |

## Istoria lansărilor
| Țară     | Data        | Format           | Semnătură |
| -------- | ----------- | ---------------- | --------- |
| Brazilia | 21 mai 2013 | Download digital | Som Livre |